# Norma (psychologia)
Norma – rodzaj konstruktów wyznaczających na różne sposoby wzorce zwyczajnych zachowań i cech ludzi – na przykład jako przeciętne, zgodne z przewidywaniami, czy społecznie lub moralnie pożądane. Jest – niejednoznacznie – powiązana z wielorakimi koncepcjami zdrowia, w szczególności zdrowia psychicznego; może być zakorzeniona w różnorodnych założeniach filozoficznych i etycznych o naturze człowieka i świata. 
Jak zwraca uwagę np. S.J. Bartlett, w języku potocznym „nienormalność” ma z reguły negatywne konotacje, tymczasem w rozumieniu profesjonalnym – np. jako norma statystyczna – jest to często określenie nieprzekładające się jasno na oceny o pożądanym (zdrowym czy moralnym) funkcjonowaniu. Ze względu na wieloznaczność tych kategorii, oraz potencjalnie jatrogenny i stygmatyzujący społeczny odbiór diagnozy psychologicznej i psychiatrycznej, określenie czy dane zachowanie jest „nienormalne”, oraz co z tego wynika, wymaga nie tylko fachowej wiedzy, ale także świadomości następstw takiej diagnozy.

## Rodzaje norm
H. Sęk proponuje na podstawie omówienia literatury wyróżnienie trzech głównych kategorii norm – wywodzących się z różnych źródeł, ale mogących się wzajemnie uzupełniać:
- norma statystyczna (ilościowa) – w tym znaczeniu normalnym nazywa się to, co jest statystycznie częste lub przeciętne w danej populacji. Norma taka opiera się na ilościowej operacjonalizacji i pomiarze przejawów badanej cechy. W przypadku obserwacji sprowadzonych do rozkładu normalnego za nietypowe można uznać wyniki plasujące się ponad jedno lub dwa odchylenia standardowe poniżej lub powyżej średniej w populacji. W tym sensie oznacza to jedynie nieprzeciętność, co nie musi wiązać się z brakiem zdrowia lub funkcjonalnego dostosowania. Przypadłości uznawane za niezdrowe mogą występować w populacji relatywnie często, i vice versa – rzadkie warianty niektórych cech mogą być oceniane jako zupełnie normalne np. w sensie społecznym lub klinicznym[5].

- norma społeczno-kulturowa – odnosi zachowanie jednostki do wzorców, wartości, oraz praw i systemów etycznych stosowanych w danej społeczności, społeczeństwie i kulturze. Definicje kulturowe opierają się na subiektywnym, potocznym postrzeganiu i rozumieniu tego, co jest pożądane, powszechne lub typowe (co nie musi wiernie odpowiadać prawdziwemu stanowi rzeczy). Według części literatury, normy kulturowe sprzyjają harmonii życia społecznego, jest to jednak zagadnienie przede wszystkim etyczne i prawne, a dopiero potem kliniczne. Jak zwracali uwagę niektórzy autorzy, problemy jednostki mogą niekiedy świadczyć o tym, że zaburzona nie jest ona, ale społeczeństwo. Najbardziej radykalne poglądy z tego nurtu, które znalazły wyraz w ruchu antypsychiatrii, krytykowano jednak za nadmierne lekceważenie biologicznych wskaźników i fizjologicznego podłoża typowych zaburzeń, oraz postępu w humanistycznym traktowaniu osób cierpiących[5].
- norma teoretyczna (kliniczna) – wywodzi wzorzec normalnych zachowań z naukowych teorii opisujących i przewidujących prawidłowości oraz mechanizmy fizjologicznego lub psychologicznego funkcjonowania człowieka. Kryterium zaburzenia może być tu np. subiektywne cierpienie, niemożność prawidłowego rozwoju i samorealizacji, lub niezdolność przystosowania do trwałych lub zmieniających się warunków życia (tzw. norma przystosowawcza). W ocenie Sęk jest to w praktyce klinicznej najbardziej neutralne i odpowiednie podejście – o ile stoi na gruncie dobrych teorii naukowych.

H. Sęk, czy także W. Paluchowski, zwracają ponadto uwagę na różnorodne metody budowy norm, i definicji zdrowia, rozróżniając np. podejścia wyróżniające aspekty negatywne (tzw. model biomedyczny: zdrowie jako brak choroby), oraz charakterystyczne dla psychologii pozytywnej modele salutogenetyczne: funkcjonalne (zdrowie jako przejawianie określonych cech, zdolności, i dobrostanu), i socjoekologiczne (zdrowie jako dostosowanie do sytuacji, z uwzględnieniem współzależności zewnętrznych systemów). Wskazują także na centralne dla tego tematu pytania m.in. o to, czy różnica między normą a zaburzeniem jest jakościowa czy ilościowa, oraz o kontekst kulturowy i społeczny definicji normalności.
Pojęcie normy jest zagadnieniem fundamentalnym dla budowy psychiatrycznych, psychologicznych i medycznych podręczników diagnostycznych, takich jak DSM czy ICD – i jego rozwój jest spleciony z debatami towarzyszącymi pracy nad ich kolejnymi wersjami.